# Сленг наркоманов
Сленг, связанный с немедицинским употреблением наркотиков, развился в СССР в начале 1980-х с распространением наркотиков и психоактивных веществ. Основным носителем сленга стала молодёжь, заинтересовавшаяся наркотиками и запрещёнными веществами. Значительную часть сленга занимают термины, связанные со способами дешёвого приобретения или синтезирования наркотических и токсичных веществ в аптеках или в магазинах бытовой химии. Часть слов была заимствована из сленга англоязычных наркопотребителей и растаманов. Сленг часто встречается в тематических произведениях литературы, музыки и кино, связанных с наркотической субкультурой.